# Крысиный клещевой дерматит
Крысиный клещевой дерматит (ККД) — акариаз из группы акародерматитов, характеризуется воспалением кожи.

## Эпидемиология
Возбудитель, гамазовый клещ Ornithonyssus bacoti (Hirst, 1913) — облигатный временный эктопаразит гематофаг, занимает промежуточное положение между паразитами, обитающими в норах и гнездовых подстилках грызунов и внеубежищными подстерегающими паразитами. Это определяет возможность смены хозяина и нападение не только на грызунов, но и на людей в местах с высокой численностью крыс. Длина тела паразита до 1,1 мм.
Возбудитель питается кровью крыс, мышей, домашних животных и человека.
Принято выделять бытовые и производственные очаги ККД. С последними чаще всего сталкиваются специалисты дезинфекционной службы в ходе проведения обследований и дератизационных мероприятий.

## Патогенез
Типичными проявлениями ККД является появление на месте внедрения папулезных и уртикарных элементов, сопровождающихся зудом. Местами внедрения, как правило, служат кожные покровы нижних конечностей, подколенные сгибы и паховые области, реже живот и подмышечные впадины.
Клинические проявления зависят от количества клещей и индивидуальных особенностей реакции больного. характерен зуд, спадающий после 7-10 дней после прекращения контакта с клещами.
Возбудитель также способен к трансмиссивной передаче осповидного и везикулёзного риккетсиозов, Ку-лихорадки, в экспериментах доказана возможность передачи таких заболеваний как крысиный сыпной тиф и вирусные инфекции (см. Клещевые инфекции).

## Лечение, прогноз, профилактика
Дифференциальный диагноз проводят с чесоткой, ветряной оспой. На ККД указывает отсутствие чесоточных ходов, наличие в очаге мышей и крыс. Обнаружение O. baccoti на объектах внешней среды позволяет уточнить предварительный диагноз и наметить пути ликвидации очага. Лечение направлено на устранение зуда и воспалительной реакции. Назначение противочесоточных препаратов нецелесообразно. Прогноз благоприятный.
Мероприятия по борьбе с паразитами в очаге включают в себя лечение больных, дезинсекцию и дератизацию.